# Carpio (Dakota Północna)
Carpio – miasto w Stanach Zjednoczonych, w stanie Dakota Północna, w hrabstwie Ward.